# جان بوردمن (بازیکن فوتبال)
جان بوردمن (انگلیسی: Jon Boardman؛ زادهٔ ۲۷ ژانویهٔ ۱۹۸۱) بازیکن فوتبال اهل بریتانیا است.
از باشگاه‌هایی که در آن بازی کرده‌است می‌توان به باشگاه فوتبال مارگیت، باشگاه فوتبال کریستال پالاس، باشگاه فوتبال ووکینگ، باشگاه فوتبال روچدیل، باشگاه فوتبال داگنم و ردبریج، و باشگاه فوتبال کینگستونیان اشاره کرد.
وی همچنین در تیم ملی فوتبال England C بازی کرده‌است.